# A Tigris
A Tigris (eredeti címén: El Tigre: The Adventures of Manny Rivera) 26 epizódból álló amerikai rajzfilmsorozat.

## Története
A rajzfilmet Jorge R. Gutierrez készítette a Nickelodeon/Nicktoons számára. A sorozat egy Manny Rivera nevű fiúról szól, aki félig ember, félig szuperhős, és hősként "A Tigris"-nek nevezi magát, vagyis olyan, mint egy szintén Nickelodeonos társa, Danny Phantom, aki félig ember/félig szellem. El Tigre gonosz nagypapája, Puma Loco ("Őrült Puma") azt szeretné, hogy unokája inkább a gonoszokhoz álljon, és ne legyen hős. Így hát Manny-nek döntenie kell: vagy a jó oldalt szolgálja El Tigreként, vagy inkább a gonoszokhoz áll Puma Loco mellé. A sorozat nem lett túl hosszú életű az USA-ban, mindössze egy évadot élt meg 26 epizóddal. 2007 március 3-tól 2008 szeptember 13-ig ment Amerikában. Készült videójáték is az El Tigre-ből ugyanilyen címmel Nintendo DS-re és PlayStation 2-re. 
A magyar bemutató dátuma ismeretlen, de, mint sok rajzfilmtársa, itthon 2010. február 15-ig ment, amikor a Nickelodeon megújult.